# الاتجار بالبشر في الكويت
الاتجار بالبشر في الكويت تصرف ممنوع في الدولة، بعد أن صادقت على بروتوكول الأمم المتحدة لعام 2000 بشأن الاتجار بالبشر في مايو 2006.
في عام 2008 أصبحت الكويت وجهة ودولة عبور للرجال والنساء لأغراض العمل القسري والدعارة القسرية . هاجر الرجال والنساء طوعا من بنغلاديش ،والهند ،وباكستان ،وسريلانكا ،والنيبال، وإندونيسيا ،والفلبين للعمل كخدم في منازل أو عمال ذوي مهارات منخفضة. ومع ذلك، تعرض بعضهم بعد وصولهم لظروف العمل القسري، مثل القيود المفروضة على الحركة، وأخذ جوازات السفر بشكل غير قانوني، وعدم دفع الأجور، والتهديدات، والاعتداء الجسدي أو الجنسي . وبالإضافة إلى ذلك، أُجبرت بعض النساء على الدعارة القسرية ؛ على سبيل المثال، أُجبرت بعض العاملات المنزليات على ممارسة الدعارة بعد هروبهن من أصحاب العمل المسيئين لهن أو بعد خداعهن بوعود بفرص عمل في قطاعات مختلفة. وكانت الكويت أيضًا دولة عبور للعمال من جنوب وشرق آسيا الذين جندتهم وكالات توظيف العمالة الكويتية للعمل في وظائف تتطلب مهارات منخفضة في العراق ؛ وقد خُدع بعض هؤلاء العمال بشأن الموقع الحقيقي وطبيعة هذا العمل، بينما عبر آخرون طواعية إلى العراق عبر الكويت، لكنهم عانوا بعد ذلك من ظروف العمالة القسرية في العراق. ويقال إن بعض المواطنين الكويتيين سافروا إلى وجهات مثل المغرب، ومصر، وأفغانستان، وباكستان، والهند، وبنغلاديش لممارسة الدعارة.
لا تلتزم حكومة الكويت بشكل كامل بالمعايير الدنيا للقضاء على الاتجار بالبشر، ولا تبذل جهوداً كبيرة للقيام بذلك.
أدرج مكتب مراقبة ومكافحة الاتجار بالبشر التابع لوزارة الخارجية الأمريكية الكويت في "قائمة المراقبة من المستوى الثاني" في عام 2017.  في عام 2019، صُنفت الكويت في المستوى الثاني  في عام 2023، عادت البلاد إلى قائمة المراقبة من المستوى الثاني.
في عام 2023، أشار مؤشر الجريمة المنظمة إلى الدور المهم الذي تلعبه وكالات التوظيف في تهريب البشر.

## الملاحقة القضائية (2008)
تحظر الكويت الاتجار بالبشر (قانون رقم 91 لسنة 2013)، وتحظر العبودية الدولية من خلال المادة 185 من قانون العقوبات، مع فرض عقوبة بالسجن لمدة خمس سنوات وغرامة مالية. تحظر المادة 201 من قانون الجزاء الكويتي الدعارة القسرية؛ وتشمل العقوبات المقررة السجن لمدة تصل إلى خمس سنوات أو غرامة لإجبار البالغين على الدعارة، والسجن لمدة سبع سنوات وغرامة مقررة لإجبار القاصرين دون سن 18 عامًا على الدعارة. وفي هذا العام، أقرت الكويت حظراً إدارياً على حجب جوازات السفر، لكنها لم تبلغ عن أي جهود تبذل لتطبيقه. وعلى الرغم من توافر هذه القوانين، فإن الحكومة لم تبلغ عن أي ملاحقات قضائية أو إدانات أو عقوبات للمتاجرين بالبشر بسبب العمل القسري، بما في ذلك المجندين الاحتياليين وأصحاب العمل المسيئين.
وبدلاً من فرض عقوبات صارمة بالسجن على جرائم الإتجار بالبشر، تركز جهود شرطة الكويت عموماً على التدابير الإدارية مثل إغلاق شركات التوظيف، أو إصدار أوامر لأصحاب العمل بإعادة جوازات السفر المأخوذة، أو إلزام أصحاب العمل بدفع الأجور المتأخرة. ولم تقدم الحكومة أدلة على مقاضاة أو إدانة أو معاقبة المتاجرين بتهمة الدعارة القسرية. بالإضافة إلى ذلك، تشير تقارير موثوقة إلى تورط مسؤولين حكوميين في بيع تأشيرات العمال بشكل غير قانوني لوكالات التوظيف، مما يسهم في تسهيل الاتجار بالبشر. ولم تبلغ الحكومة عن أي ملاحقات قضائية أو إدانات أو عقوبات بشأن التواطؤ في الاتجار بالبشر. ولم تقدم الحكومة تدريبًا متخصصًا لموظفي الشرطة أو المحامين أو القضاة بشأن التحقيق في جرائم الاتجار بالبشر أو مقاضاة مرتكبيها.

## الحماية (2008)
بذلت الكويت جهوداً متفاوتة لتحسين الحماية لضحايا الاتجار بالبشر في عام 2008. وفي سبتمبر، افتتحت الحكومة ملجأً مؤقتاً لضحايا العمل القسري. يبلغ الحد الأقصى لاستيعاب الملجأ 40 امرأة، ويقدم خدمات طبية ونفسية وقانونية. ومن غير المعروف عدد الضحايا الذين استوعبهم هذا الملجأ حتى الآن. ومع ذلك، أفادت مصادر موثوقة أن الملجأ يرفض الضحايا الذين يريدون تقديم شكاوى بشأن الاتجار بالبشر أو غيره من الانتهاكات ضد أصحاب العمل. وتبقى الحكومة مفتقرة إلى الإجراءات الرسمية اللازمة للتعرف بشكل منهجي على ضحايا الاتجار بالبشر وحمايتهم بين الفئات السكانية الضعيفة، مثل العمال الأجانب الذين يُقبض عليهم دون وثائق هوية مناسبة والنساء اللاتي يُقبض عليهن بتهمة ممارسة الدعارة. وبناء على ذلك، يتعرض ضحايا الاتجار بالبشر في بعض الأحيان للاحتجاز أو الترحيل بسبب أفعال ارتكبوها نتيجة للاتجار بهم، مثل الدعارة. ولا تُقدم بدائل قانونية للضحايا الذين يُرحّلون إلى بلدان قد يواجهون فيها العقاب ولا تشجع الشرطة الضحايا على المساعدة في التحقيقات الجنائية الخاصة بمتاجريهم. في كثير من الأحيان تشجع السلطات الحكومية الضحايا على تسوية الشكاوى المقدمة ضد أصحاب العمل خارج المحكمة. وفي كثير من الحالات، لا تأخذ الشرطة شكاوى ضحايا الاتجار بالبشر على محمل الجد، وقد تعاملهم أيضًا كمجرمين لتركهم رعاتهم.

## الوقاية (2008)
لم تبذل الكويت أي جهود لمنع الاتجار بالبشر هذا العام. ولم تنتج الحكومة أي حملات توعية عامة خلال الفترة المشمولة بالتقرير لتحذير أصحاب العمل والعمال من مخاطر الاتجار بالبشر. ولم تطلق الكويت أيضاً حملة توعية عامة تستهدف المواطنين المسافرين إلى وجهات السياحة الجنسية للأطفال في الخارج. ولم تبذل الحكومة أي جهود ملموسة للحد من الطلب على الأفعال الجنسية التجارية.

## روابط خارجية
- قصة ناجية من الاتجار بالبشر من غامبيا في الكويت ، أخبار الأمم المتحدة